# Erkki Hytönen
Erkki Olavi Hytönen (* 27. Mai 1933 in Tampere; † 22. Dezember 2020) war ein finnischer Eishockeyspieler und -trainer.

## Karriere
Erkki Hytönen spielte für Tappara (bis 1955 als Tammerfors Bollklubb) in der höchsten finnischen Eishockey-Spielklasse SM-sarja (der heutigen Liiga) und wurde mit dem Klub viermal finnischer Meister (1953, 1954, 1955 und 1959). Er absolvierte für Tappara und später Hilpara Tampere insgesamt 110 Spiele in der finnischen Meisterschaftsserie.
Im Alter von 18 Jahren gehörte er der finnischen Nationalmannschaft bei den Olympischen Winterspielen 1952 in Oslo an. Das Team belegte den siebten Platz. Von 1954 bis 1958 nahm er mit der Nationalmannschaft an allen vier Weltmeisterschaften teil. Insgesamt bestritt er 39 Länderspiele für Finnland.
Von 1962 bis 1965 war Hytönen als Trainer bei Tappara tätig und konnte 1964 mit diesem die Meisterschaft gewinnen.